# موسس سارگسیان
مؤسس وُوُایی سارگسیان (ارمنی: Մովսէս Սարգսյան; روسی: Мовсес Вовович Саргсян؛ زادهٔ ۱۰ مارس ۱۹۸۷) یک بازیکن فوتبال در پست هافبک ارمنی‌تبار اهل روسیه است.

## باشگاهی
این بازیکن سابقه بازی در تیم باشگاهی دینامو استاوروپول را نیز در کارنامه دارد.

## زندگی شخصی
برادر بزرگتر وی کارن سارگسیان نیز بازیکن فوتبال می‌باشد.